# Narcissus nevadensis subsp. longispathus
Narcissus nevadensis subsp. longispathus és una planta amb flor, és una subespècie de Narcissus nevadensis del gènere Narcissus, de la família de les amaril·lidàcies (Amaryllidaceae).

## Descripció
Narcissus nevadensis subsp. longispathus és un geòfit bulbós que pot arribar a fer uns 150 cm d'alçada, i és habitual que en faci entre 25 i 100 cm. El bulb té una mida d'uns 2-3 x 2-4 cm, i està proveït d'unes túniques marrons que es prolonguen sobre l'escap. Totes les fulles són basals, planes i obtuses, sense pecíol i paral·lelinèrvies, de 15-50 x 07-1,5 cm. L'escap és àfil. Posseeix una espata d'uns 4-6 cm (que pot assolir els 10), membranàcia, de marges soldats per sota de la meitat, marró clar, sobresortint està per sobre del peduncle, caràcter diferenciador de l'espècie. Les seves flors són solitàries, patents o lleugerament pèndules, actinomorfes, hermafrodites, trímeres, grogues, amb corol·les. El tub del periant fa d'1,3-1,5 cm, obcònic. Té 6 tèpals d'1,7 a 2 cm, patents o erecte patents, oblongoel·líptics, mucronats, plans o lleugerament retorçats. La corona fa d'entre 1,7 a 2,3 cm, de la mateixa longitud o una mica més llarga que els tèpals, feblement sinuosa, lleugerament eixamplada a l'àpex, amb marge crenat i recorbat. Té 6 estams lliures. L'ovari és ínfer i el fruit és capsula i polisperms.

## Distribució i hàbitat
Narcissus nevadensis subsp. longispathus és un endemisme andalús i es troba àmpliament distribuït al Parc Natural de les Sierras de Cazorla, Segura i Las Villas (Jaén) i al Parc Natural de la Sierra del Castril (Granada).
Creix en hàbitats molt específics i sensibles, associats a cursos d'aigua permanent i fonts, en sòls humits i profunds assentats en calcàries margoses a altituds entre 1100 i 1700 m. Es troba en associació amb Scirpus holoschoenus, Holcus mollis, Piptatherum veriaean i Eleocharis nigricans.
És considerada en perill d'extinció per la pèrdua d'hàbitat.

## Taxonomia
Narcissus nevadensis subsp. longispathus va ser descrita per (Degen & Hervier ex-Pugsley) Algarra, Blanca, Cueto & J.Fuentes i publicat a Phytotaxa 371: 137, a l'any 2018.
Etimologia
Narcissus nom genèric que fa referència del jove narcisista de la mitologia grega Νάρκισσος (Narkissos) fill del déu riu Cefís i de la nimfa Liríope; que es distingia per la seva bellesa.
El nom deriva de la paraula grega: ναρκὰο, narkào (= narcòtic) i es refereix a l'olor penetrant i embriagant de les flors d'algunes espècies (alguns sostenen que la paraula deriva de la paraula persa نرگس i que es pronuncia Nargis, que indica que aquesta planta és embriagadora).
nevadensis: epítet geogràfic que al·ludeix a la seva localització a Sierra Nevada.
epíteto geográfico que alude a su localización en Sierra Nevada.
subsp. longispathus: epítet llatí que significa "amb llarga espata".
Sinonimia
- Narcissus longispathus Degen & Hervier ex Pugsley, J. Roy. Hort. Soc. 58: 54 (1933). (Basiònim/sinònim substituït)
- Narcissus pseudonarcissus subsp. longispathus (Degen & Hervier ex Pugsley) A.Fern., J. Roy. Hort. Soc. 58: 54 (1933).
- Narcissus hispanicus subsp. longispathus (Degen & Hervier ex Pugsley) Fern.Casas, Fontqueria 54: 126 (1999-2000 publ. 2000).[4]